# Josiah Willard Gibbs
Josiah Willard Gibbs (New Haven, 11. veljače 1839. – New Haven, 28. travnja 1903.), američki teorijski fizičar, kemičar i matematičar. Od 1871. profesor matematičke fizike na Sveučilištu Yale. Bavio se istraživanjima na području termodinamike, elektromagnetske teorije svjetlosti, optike, statističke mehanike te vektorskom analizom. U svojemu glavnom djelu O ravnoteži heterogenih tvari (eng. On the Equilibrium of Heterogeneous Substances, 1876., 1878.), primjenjujući prvi i drugi zakon termodinamike na heterogene tvari, iznio načela koja se smatraju temeljem moderne fizikalne kemije (Gibbsovo pravilo faza). Nakon 1880. radio na razvoju geometrijske algebre u sustav vektorske algebre, prikladan za potrebe matematičke fizike. Svojim radovima razvio teoriju kemijske ravnoteže i omogućio je da se količine kemikalija potrebne za niz industrijskih procesa mogu točno unaprijed izračunati, i tako u velikoj mjeri pridonio ekonomičnosti i produktivnosti kemijske industrije. Sveukupna sabrana djela izdana su mu 1928.

## Doprinosi

### Gibbsovo pravilo faza
Gibbsovo pravilo faza ili fazno pravilo je pravilo kojim se određuje broj termodinamičkih faza jednoga termodinamičkog sustava u ravnoteži. Formulirao ga je američki fizičar J. W. Gibbs. Prema tom pravilu sustav u ravnoteži koji se sastoji od C međusobno neovisnih sastojaka, može imati samo određeni broj faza P: 
P ≤ C + 2,
to jest broj faza može biti najviše za dva veći od broja sastojaka. Broj stupnjeva slobode F, to jest broj promjenjivih ili varijabla (na primjer tlak, volumen, temperatura, koncentracija) koje se mogu neovisno mijenjati, jednak je:
{\displaystyle F=C+2-P.}
Ako se sustav sastoji od samo jednog sastojka, onda prema faznom pravilu mogu postojati najviše tri faze. Za svaku tvar kod određene temperature, tlaka i specifičnog volumena moguće je da su tri faze (čvrsta, tekuća i plinovita) u ravnoteži. To je takozvana trojna točka ili trostruka točka, u kojoj nema nijednoga stupnja slobode (F = 0). U dvofaznom sustavu od jednog sastojka (na primjer tekućina – para) tlak je ovisan o temperaturi, pa se kaže da taj sustav ima jedan stupanj slobode (F = 1). Kod plina (jednofazni sustav) tlak i temperatura međusobno su neovisni, pa taj sustav ima dva stupnja slobode (F = 2). U sustavu od dvaju sastojaka mogu biti najviše četiri faze u termodinamičkoj ravnoteži. Na primjer vodena otopina amonijaka pri određenoj temperaturi, tlaku, specifičnom volumenu i koncentraciji sastojaka (F = 0) ima četiri faze: paru, zasićenu otopinu, led i sol. Ako je broj faza manji za jedan (dva ili tri), onda se jedna (dvije ili tri) od ovih varijabla sustava mogu neovisno mijenjati. 
Fazno pravilo ima izvanrednu važnost u proučavanju složenih sustava, a posebnu praktičnu primjenu u istraživanju legura.

### Gibbsova slobodna energija
Gibbsova slobodna energija, Gibbsova energija, Gibbsov potencijal ili slobodna entalpija (oznaka G) je fizikalna veličina koja opisuje oslobođenu ili apsorbiranu energiju u nekom povratnom (reverzibilnom) procesu koji se odvija pri stalnoj temperaturi T i tlaku p. Definirana je kao entalpija H umanjena za umnožak entropije S i temperature T:
{\displaystyle G=H-T\cdot S}
ili 
{\displaystyle G=U+p\cdot V-T\cdot S,}
gdje je: V - volumen, a U - unutarnja energija termodinamičkog sustava. Pri minimalnoj promjeni Gibbsove energije (ΔG = 0), uz stalnu temperaturu i tlak, sustav je u kemijskoj ravnoteži. U spontanim se procesima Gibbsova energija smanjuje (ΔG < 0), a entropija se povećava. Promjena je Gibbsove energije pozitivna (ΔG > 0) samo onda kada se u sustav dovodi energija. Mjerna jedinica Gibbsove energije jest džul (J). Nazvana je po J. W. Gibbsu.

### Kemijska ravnoteža
Kemijska ravnoteža je stupanj do kojega povratne (reverzibilne) kemijske reakcije napreduju, stanje kada se brzine reakcije prema naprijed (od reaktanata u produkte) i reakcije unazad (od produkata u reaktante) izjednače. Kemijska ravnoteža primjer je dinamičke ravnoteže pri kojoj se suprotni mikroskopski procesi i dalje odvijaju, ali se, makroskopski gledano, ne zapažaju nikakve promjene. Uz dane vanjske uvjete (stalna temperatura i tlak) ravnoteža se postiže pri minimumu Gibbsove energije sustava, što je predmet proučavanja kemijske termodinamike, a slijedi iz općenitijega drugog stavka termodinamike. U takvu je stanju omjer umnožaka koncentracija produkata i umnožaka koncentracija reaktanata približno stalan, a naziva se konstantom ravnoteže. Na položaj ravnoteže, to jest na stupanj uznapredovalosti reakcije, može se utjecati promjenom vanjskih uvjeta. Tako, na primjer, pri povišenju temperature endotermne reakcije dalje napreduju prema produktima, a pri povišenju tlaka plinskih sustava ravnoteža se pomiče u smjeru nastajanja manjeg broja molekula. Općenito se takvo ponašanje iskazuje Le Chatelierovim načelom, prema kojemu se ravnotežni sustav prilagođuje tako da umanji utjecaj vanjske promjene.